# کاظم عالمی
کاظم عالمی (زادهٔ ۲۹ اسفند ۱۳۳۳) موسیقی‌دان، آهنگساز و تنظیم‌کنندهٔ موسیقی پاپ و سنتی ایرانی است.

## زندگی‌نامه

### دوران تحصیل
عالمی از ۱۲ سالگی به هنرستان موسیقی ملی رفت و موسیقی را به تشویق پدرش ادامه داد. پس از فارغ‌التحصیلی از هنرستان، در هنرکده موسیقی دوره آهنگسازی و رهبری خواند و سپس با استفاده از بورس تحصیلی سازمانِ رادیو تلویزیون ملی ایران، برای ادامه تحصیلاتش به آمریکا رفت و در دانشگاه کالیفرنیای جنوبی (+University of Southern California) به تحصیل در رشته آهنگسازی پرداخت. 

### بازگشت به ایران
در سال ۱۳۵۹ موقتا به ایران بازگشت و اولین کنسرتش را تالار رودکی (تالار وحدت) و قطعه «ایوان مدائن» روی قصیده معروف «خاقانی» که برای ارکستر سمفونیک تهران، را به رهبری خودش اجرا کرد.

### حضور دوباره در آمریکا
وی پس از ۳ سال دوباره به آمریکا مهاجرت کرد و برای روشن ماندن شمع موسیقی کلاسیک ایرانی به همراهی کاظم رزازان و اسفندیار منفردزاده در لس‌آنجلس، گروه «عشاق» را تشکیل دادند که سابقهٔ حدود ۸ سال فعالیت در زمینه موسیقی سنتی و کلاسیک را داشت‌‌. همچنین آن‌ها به اجرای یک رشته کنسرت پرداختند که در آن هنگام هنوز گروهی در آن‌جا به آن نپرداخته‌ بود.
سپس وی به‌طور جدی کار بر روی موسیقی پاپ را شروع کرد و تاکنون به کار خود ادامه داده و همچنین به آموزش هنرجویان در کنار فعالیت‌های خود ادامه می‌دهد. وی هم‌اکنون در شهر لس آنجلس و در ایالت کالیفرنیا ساکن است.

## آهنگسازی
فعالیت آهنگسازی و تنظیم وی از اواسط دههٔ پنجاه آغاز شد و تا به امروز ادامه دارد. او برای بسیاری از خوانندگان مشهور ایرانی چون ویگن، منوچهر سخایی، هوشمند عقیلی، اکبر گلپایگانی، عارف، معین، ابی، ستار، داریوش، شاهرخ، هایده، مهستی، حمیرا، شهره، شهرام صولتی، حسن شماعی‌زاده، شکیلا، امید، فرامرز آصف، مهرداد آسمانی، شهلا سرشار و… آهنگسازی، نوازندگی و تنظیم کرده‌است.